# Aich (Peiting)
Aich ist ein Gemeindeteil des Marktes Peiting im oberbayerischen Landkreis Weilheim-Schongau.

## Geografie
Der Weiler liegt circa acht Kilometer nördlich von Peiting in einer Jungmoränenlandschaft unweit des Lech.

## Geschichte
Aich gehörte zum Kloster Wessobrunn.
Nach der Säkularisation kam der Weiler im Zuge des Gemeindeedikts von 1818 an die Gemeinde Birkland im Landgericht Schongau und wurde zusammen mit dieser am 1. Januar 1976 nach Peiting eingemeindet.

## Sehenswürdigkeiten
In Aich befindet sich die katholische Pfarrkirche St. Anna.
Siehe: Liste der Baudenkmäler in Aich